# 德勒戈泰什蒂鄉 (多爾日縣)
44°14′51″N 24°04′47″E / 44.2476°N 24.0796°E
德勒戈泰什蒂鄉（羅馬尼亞語：Comuna Drăgotești, Dolj），是羅馬尼亞的鄉份，位於該國西南部，由多爾日縣負責管轄，面積59平方公里，海拔高度122米，2007年人口2,315，人口密度每平方公里39人。